# Don Don
Don Don, es una canción de los cantantes puertorriqueños Daddy Yankee, Anuel AA y Kendo Kaponi, lanzada el 11 de septiembre de 2020 bajo la discografía El Cartel Records con la distribución de Universal Music Latin como el primer lanzamiento de Daddy Yankee bajo una asociación multimillonaria como Universal Music Group, lo que le permite participar en proyectos de música, cine y televisión.
La canción muestrea e interpola el sencillo de 1999, Thong Song del cantante estadounidense Sisqó quien luego apareció en el remix de Don Don que llegó a ubicarse en el puesto número 10 de lista de Billboard: Hot Latin Songs.

## Antecedentes y composición
Justo antes del lanzamiento de la canción Daddy Yankee anunció una asociación multimillonaria con Universal Music Group que le permitiría incursionar en proyectos de música, cine y televisión, siendo Don Don la cual lanzó el 11 de septiembre de 2020 como en el primer lanzamiento bajo la asociación.
Don Don muestrea e interpola el sencilloThong Song del cantante estadounidense Sisqó lanzado en 1999. Daddy Yankee había muestreado previamente el sencillo en su canción Tu Cuerpo en la Cama perteneciente al álbum El Cartel II y que fue lanzada en 2001, junto con su compañero artista puertorriqueño Nicky Jam.
Don Don presenta a los raperos puertorriqueños Anuel AA y Kendo Kaponi y Daddy Yankee, suponiendo que Anuel AA y Kendo Kaponi han colaborado entre sí en algún momento de sus carreras, mientras que Daddy Yankee y Anuel AA habían colaborado previamente en canciones como Adictiva (2018) y China (2019).  Por otro lado Daddy Yankee y Kendo Kaponi habían colaborado en la canción Llegamos a la Disco del álbum Prestige de Yankee lanzado en 2012.  Anuel y Kendo habían colaborado en la canción Delincuente junto a Farruko en el álbum de este último que llevó por nombre Gangalee (2019).

## Video musical
El video musical fue lanzado junto con la canción en sí. Fue dirigida por Fernando Lugo y está protagonizada por los tres artistas. El video musical ha generado más de 80 millones de visitas en YouTube hasta noviembre de 2020.

## Remezcla
El 21 de octubre de 2020, Daddy Yankee, Anuel AA y Kendo Kaponi debutaron con una nueva versión de Don Don en los Premios Billboard de la Música Latina 2020. La nueva versión contó con la voz de Sisqó, cuya canción Thong Song fue muestreada en Don Don. En la nueva versión, Sisqó mezcla la letra de Thong Song sobre la instrumental de Don Don. La interpretación de Billboard del remix se lanzó en línea el día después de los premios y una versión de estudio oficial fue lanzada semanas después, específicamente el 5 de noviembre del mismo año.

## Charts
| Lista (2020)                                  | Posición más alta |
| --------------------------------------------- | ----------------- |
| Argentina (Argentina Hot 100)                 | 55                |
| Global 200 (cartelera)                        | 101               |
| República Dominicana (SODINPRO)               | 32                |
| Honduras (Monitor Latino)                     | 12                |
| Nicaragua (Monitor Latino)                    | 7                 |
| Puerto Rico (Monitor Latino)                  | 6                 |
| España (PROMUSICAE)                           | 16                |
| Estados Unidos (Hot Latin Songs de Billboard) | 10                |

## Certificaciones
| Región                                                           | Certificación         | Unidades / ventas certificadas |
| ---------------------------------------------------------------- | --------------------- | ------------------------------ |
| España (PROMUSICAE)                                              | Platino               | 40.000                         |
| Estados Unidos (RIAA)                                            | 2 × platino (latino ) | 120.000                        |
| Ventas + cifras de transmisión basadas solo en la certificación. |                       |                                |